# Verhnotuzlove, Sverdlovsk
Verhnotuzlove (în ucraineană Верхньотузлове) este un sat în comuna Novoborovîți din raionul Sverdlovsk, regiunea Luhansk, Ucraina.

## Demografie
Componența lingvistică a localității Verhnotuzlove
     Ucraineană (69%)
     Rusă (30%)
Conform recensământului din 2001, majoritatea populației localității Verhnotuzlove era vorbitoare de ucraineană (69%), existând în minoritate și vorbitori de rusă (30%).